# Blekingegruppen
Blekingegruppen (BLG) är en svensk militärregionsgrupp inom Hemvärnet som verkat i olika former sedan 2000. Förbandsledningen är förlagd i Karlskrona garnison, Karlskrona.

## Historia
Som ett led i försvarsbeslutet 2000 avvecklades försvars- och militärområdena den 30 juni 2000 och från och med den 1 juli 2000 organiserades i dess ställe militärdistrikt. Därmed avvecklades bland annat Karlskrona försvarsområde (Fo 15). De nya militärdistrikten motsvarade geografiskt sett de gamla militärområdena. Den stora skillnaden var att militärdistrikten var den lägsta nivån där chefen var territoriellt ansvarig. Inom militärdistrikten organiserades militärdistriktsgrupper, i regel en för varje län. I Blekinge län organiserades den 1 juli 2000 Blekingegruppen, och som underställdes Södra militärdistriktet (MD S).
Den 2 juni 2005 presenterade regeringen sin proposition (2004/05:160) gällande en avveckling av militärdistriktsorganisationen. I propositionen hänvisades regeringen till att "I det framtida insatsförsvaret och den beslutade insatsorganisationen finns det inte längre krav på eller behov av regional eller territoriell ledning som motiverar en särskild ledningsorganisation". Därmed ansåg regeringen att militärdistriktsorganisationen kunde avvecklas, något som Försvarsmakten även i en framställan till regeringen den 7 mars 2005 föreslagit. I dess ställe skulle fyra ledningsgrupper för säkerhetstjänst och samverkan inrättas, där ledningsgrupperna lokaliserade till Boden, Stockholm, Göteborg och Malmö. Den 16 november 2005 antog riksdagen regeringens proposition, därmed beslutades att militärdistriktsorganisationen skulle upplösas och avvecklas den 31 december 2005. Vilket innebar att militärdistriktsgrupperna omorganiserades till utbildningsgrupper och underställdes ett utbildningsförband. Detta medförde att Blekingegruppen överfördes från Södra militärdistriktet (MD S) till att bli en enhet inom Marinbasen (MarinB) från och med den 1 januari 2006.
Den 1 januari 2013 bildades fyra militärregioner, där Södra militärregionen underställdes chefen för Södra skånska regementet, men löd under chefen insatsledningen i Högkvarteret avseende markterritoriell ledning i fred, kris och krig. Chefen för Blekingegruppen var dock fortfarande underställd chefen Marinbasen gällande produktionsledning av hemvärnsförbanden samt insatsledning inom utbildningsgruppens geografiska område. Den 1 januari 2018 delades dock ledningen av Södra skånska regementet och Södra militärregionen, det genom att en separat chefsbefattning för Södra militärregionen tillsattes. Vidare underställdes staben Södra militärregionen i ledningsfrågor direkt chefen insatsledningen i Högkvarteret. I Försvarsmaktens budgetunderlag till regeringen för 2020 föreslogs att de fyra militärregionala staberna från 1 januari 2020 skulle inrättas som egna organisationsenheter. Cheferna för militärregionstaberna föreslogs i sin tur underställas rikshemvärnschefen avseende produktion av utbildningsgrupper och hemvärnsförband. Detta medförde att utbildningsgrupperna överfördes organisatoriskt från ett utbildningsförband till de fyra militärregionala staberna. I regeringens proposition framhöll dock regeringen att den militära regionala indelningen kunde komma att justeras, det beroende på utfallet av utredningen "Ansvar, ledning och samordning inom civilt försvar" (dir. 2018:79). För Blekingegruppen innebar denna förändring att utbildningsgruppen överfördes från Marinbasen till att bli en enhet inom Södra militärregionen från och med den 1 januari 2020.
För att påvisa anknytningen till militärregionen, lämnades den 1 januari 2023 begreppet utbildningsgrupp till förmån för det nya begreppet militärregionsgrupp. Det för att på ett tydligare sätt anknyta mot enhetens bidrag som ett av militärregionens krigsförband, med uppgifter såväl i fred som i krig.

## Verksamhet
Chefen Blekingegruppen är från den 1 januari 2020 direkt underställd chefen för Södra militärregionen. Blekingegruppens uppgifter är att utbilda, organisera, utveckla och administrera hemvärnsförbanden i Blekinge län. Gruppen skall dessutom stödja frivilliga försvarsorganisationer inom vissa områden. Insatser i såväl fred som under kris och krig leds i allmänhet direkt av Södra militärregionen, men Blekingegruppen utgör i sig ett fristående krigsförband med tillhörande krigsförbandsuppgifter inom ramen för chefen militärregion syds ledning.

## Ingående enheter
Blekingegruppen administrerar och utbildar sedan 1 januari 2012 två hemvärnsbataljoner, Blekinge västra bataljon (36. hvbataljonen) och Blekinge östra bataljon (37. hvbataljonen).  

### Blekinge västra bataljon
Blekinge västra bataljon eller 36. hemvärnsbataljonen har sin stabsplats i Karlskrona och har västra Blekinge län som primärt upptagningsområde. Bataljonen är traditionsbärare för Blekinge bataljon. 

- 36. bataljonstaben och ledningsplutonen
- 361. hemvärnsinsatskompaniet
- 362. hemvärnsinsatskompaniet
- 363. hemvärnsbevakningskompaniet
- 364. hemvärnsflyggruppen

### Blekinge östra bataljon
Blekinge östra bataljon eller 37. hemvärnsbataljonen har sin stabsplats i Karlskrona och har östra Blekinge län som primärt upptagningsområde. Bataljonen är traditionsbärare för Karlskrona kustartilleriregemente. Bataljonen är en av tre hemvärnsbataljoner i Sverige med marina uppgifter och uppträder till största delen i skärgårdsmiljö.

- 37. bataljonstaben och ledningsplutonen
- 371. hemvärnsinsatskompaniet
- 372. hemvärnsbevakningskompaniet
- 373. hemvärnsbåtkompaniet
- 374. musikkåren, Hemvärnets musikkår Blekinge

## Förläggningar och övningsplatser
När Blekingegruppen bilades förlades förbandsledningen till Örlogshamnen i Karlskrona.

## Heraldik och traditioner
Från den 1 juli 2012 vilar traditionsansvaret för Blekinge bataljon (№ 30) och Karlskrona kustartilleriregemente (KA 2) på utbildningsgruppens två hemvärnsbataljoner.

## Förbandschefer
- 2000–2002: Överstelöjtnant Lars-Olof Nilson
- 2002–2004: Överstelöjtnant Tommy Erlandsson
- 2004–2014: Överstelöjtnant Klas Lewin
- 2015–2016: Kommendörkapten Peter Laurin
- 2017–2020: Kommendörkapten Fredrik Hansson
- 2020–2020: Kapten Anders Håkansson [d]
- 2020–2022: Kommendörkapten Martin Blomqvist [e]
- 2022–20xx: Kommendörkapten Oscar Netterström

## Namn, beteckning och förläggningsort
| Blekingegruppen | 2000-07-01 | – |  |

| BLG | 2000-07-01 | – |  |

| Karlskrona garnison (F) | 2000-07-01 | – |  |